# FOX BACKSTAGE PASS
FOX BACKSTAGE PASS（フォックス・バックステージ・パス）は2011年10月からケーブルチャンネル、FOX、FOXbs238、FOXムービー プレミアムで放送中のハリウッドのエンターテイメントを中心に取り扱う情報番組。

## 概要
ハリウッド発ゴシップや海外アーティストとのコラボ企画などのエンタメだけでなく海外映画で英会話レッスン、日本ではまだ知られていない海外料理紹介、憧れのハリウッドスターに変身できるメイクオーバーなどのほか、最新洋画情報や人気イベントの裏側など華やかなエンターテインメントの舞台裏を紹介する。

## 主なコーナー
- 最新洋楽・アーティスト紹介
- 最新映画インタビュー・レッドカーペットレポート
- ファッション・ライブ・イベントレポート
- Repeat After Cinema
- Films & Stars
- MOVIE HIT LIST
- プレゼントコーナー
- ほか

## 出演者
ホスト
- ガウ - 前番組『セレブリティ・ステーション』から続投。
- 鈴木亮平
- マッシュー

レポーター
- 坂倉アコ
- ナディア
- 安田彩
- ローレン・メイヒュー

## 放送時間
- FOX　毎週土曜日25:30〜
- FOXbs238　毎週土曜日19:30〜
- FOXムービー プレミアム　毎週日曜日20:30〜